# DJ Scratch
DJ Scratch, de son vrai nom George Spivey, né le 21 juin 1968 à Brooklyn, New York, est un disc jockey et producteur de hip-hop américain. DJ Scratch est un producteur respecté de hip-hop collaborant avec des rappeurs américains comme DMX, Talib Kweli, Snoop Dogg, The Roots, Q-Tip, Guru, LL Cool J, 50 Cent, Method Man, Redman et DJ Clue?.

## Biographie
DJ Scratch est originaire du quartier de Brooklyn, New York. C'est en tant que disc jockey qu'il commence sa carrière lorsqu'en 1988.
DJ Scratch se fait ensuite un nom en tant que producteur, en travaillant notamment avec Busta Rhymes dès le premier album de ce dernier, The Coming en 1996. Par extension, il travaille également avec le Flipmode Squad, notamment sur leur The Imperial Album de 1998. Depuis, il participe à quasiment tous les albums de Busta Rhymes et est souvent avec lui lors de ses concerts. En 2008, il annonce sa séparation avec EPMD.
Le 16 mars 2016, DJ Scratch montre sur Facebook et Periscope qu'il travaille pour une intro de Busta Rhymes.

## Discographie

### Singles et EPs
- 2004 : The Remix Project Vol. 1